# Festung Wissiflue
Die Festung Wissiflue (Armeebezeichnung A 2250) war ein Artilleriewerk der Schweizer Armee. Sie befindet sich im Engelbergertal in einem steilen Waldgebiet 500 m westlich von Wolfenschiessen. Der Eingang 850 m ü. M. war durch eine militärische Standseilbahn erschlossen.

## Geschichte
Mit dem Bau der Festung wurde am 15. Juni 1942 begonnen. Die Stollen und Betonarbeiten waren am 15. September 1943 beendet. Ende 1943 erfolgte der provisorische Einbau von zwei 10,5 cm Kanonen. Der Einbau der definitiven 15 cm Kanonen erfolgte im Juni/Juli 1944. Die Festung wurde der Reduitbrigade 22 übergeben. Die Besatzung bestand aus der Festungs-Kompanie II/16.
Die Festung Wissiflue wurde im Jahre 2002 entklassifiziert und stillgelegt. 2007 wurde die Tarnung entfernt und das Geleise und die Kabinen der Standseilbahn entfernt. Die Talstation besteht noch.

## Bewaffnung
Das Werk verfügte über folgende Geschütze:
- Batterie Nord: 2 × 15 cm Kanonen 42/46 L42 auf Hebellafetten
- Batterie Ost: 2 × 15 cm Kanonen 42/46 L42 auf Hebellafetten

Die Batterie Nord hatte einen Feuersektor von Malters nach Küssnacht. Bei der Batterie Ost reichte der Feuersektor von Küssnacht nach Brunnen. In den Jahren 1979–1980 wurden die technischen Installationen der Festung verbessert. Ebenso bekamen die Geschütze eine halbautomatische Ladevorrichtung. Mit dieser konnte die Schusskadenz von 2–3 auf 4–6 Schuss pro Minute gesteigert werden.

## Die Infrastruktur der Festung
- Stollenbauten mit einer Länge von rund 1'400 m
- 175 Liegestellen für die Besatzung
- Abteilungsfeuerleitstelle
- 2 Batteriefeuerleitstellen
- 4 Munitionsmagazine mit je 2 200 Artilleriegranaten
- Eine oberirdische Standseilbahn mit einer Länge von 650 m und einer Höhendifferenz von 315 m
- Küche mit 3 Kochkesseln (80, 100 und 150 Liter)
- 12 200 eingelagerte Essensrationen
- 3 Dieselgeneratoren mit je 200 PS Leistung
- Grundwasserpumpwerk für die Wasserversorgung
- Zisterne mit 157'000 Liter Fassungsvermögen